# Jiuding Shan
Jiuding Shan (kinesiska: 九顶山) är ett berg i Kina. Det ligger i provinsen Sichuan, i den sydvästra delen av landet, omkring 100 kilometer norr om provinshuvudstaden Chengdu. Toppen på Jiuding Shan är 4 989 meter över havet.
Jiuding Shan är den högsta punkten i trakten. Runt Jiuding Shan är det tätbefolkat, med 511 invånare per kvadratkilometer. Närmaste större samhälle är Fengyi, 14,1 km norr om Jiuding Shan. I omgivningarna runt Jiuding Shan växer i huvudsak blandskog.
Genomsnittlig årsnederbörd är 1 209 millimeter. Den regnigaste månaden är juli, med i genomsnitt 276 mm nederbörd, och den torraste är december, med 10 mm nederbörd.